# Tunel pod Homôľkou
Tunel pod Homôľkou nebo Slavošovský tunel je nedokončený tunel na nedostavěné železniční trati z Revúce do Slavošovců, na pomezí okresů Revúca a Rožňava.
Jeho celková délka je 2 401 metrů, přičemž měl překonávat hřeben Revúcké vrchoviny mezi údolím řek Muráň a Štítnik. 
Tunel byl vyprojektován v období po Vídeňské arbitráži, kdy některé jižní části Gemeru v tehdejším Slovenském štátu nebyly přístupné po železnici, v rámci projektu takzvaných Gemerských spojek. Tunel se začal stavět v roce 1941 a proražen byl v dubnu 1944, krátce před vypuknutím SNP. Práce byly na určitý čas přerušeny, ale pokračovalo se v nich až do roku 1949, kdy byla výstavba trati zastavena. Prvotní potřeba zajistit železniční spojení s Gemerem po ukončení 2. světové války a vrácení hranic do původní podoby pominula, čímž se ztratila potřeba budování Gemerských spojek.

## Současnost
Lokalita slavošovského portálu je vybavena tábořištěm a atrakcemi pro rodiny s dětmi. Tunel je volně průchozí. Vede přes něj oficiální cyklotrasa. V poslední době se z něj stává oblíbená turistická atrakce.

## Galerie

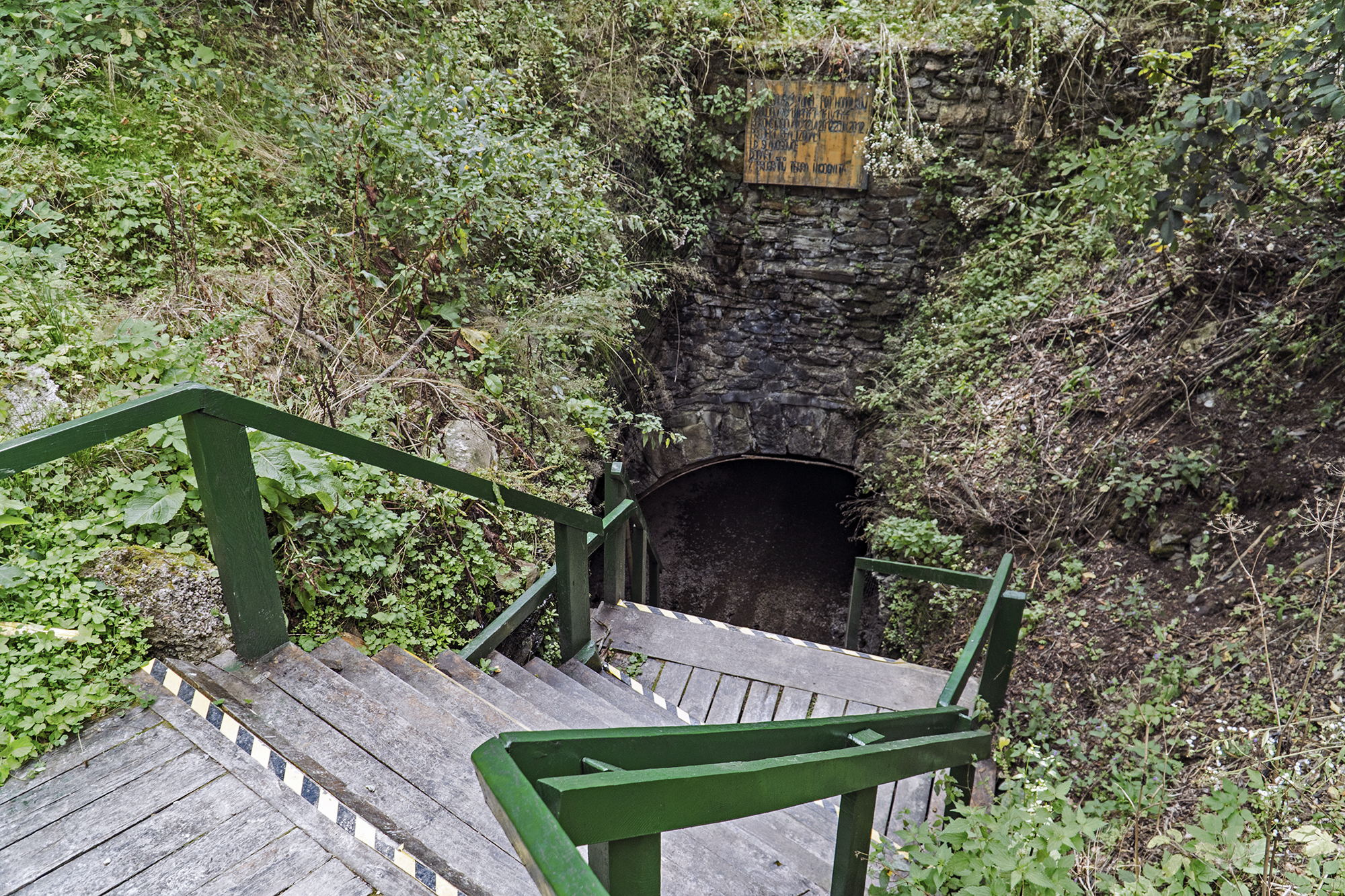
Vstup do tunelu ze slavošovské strany
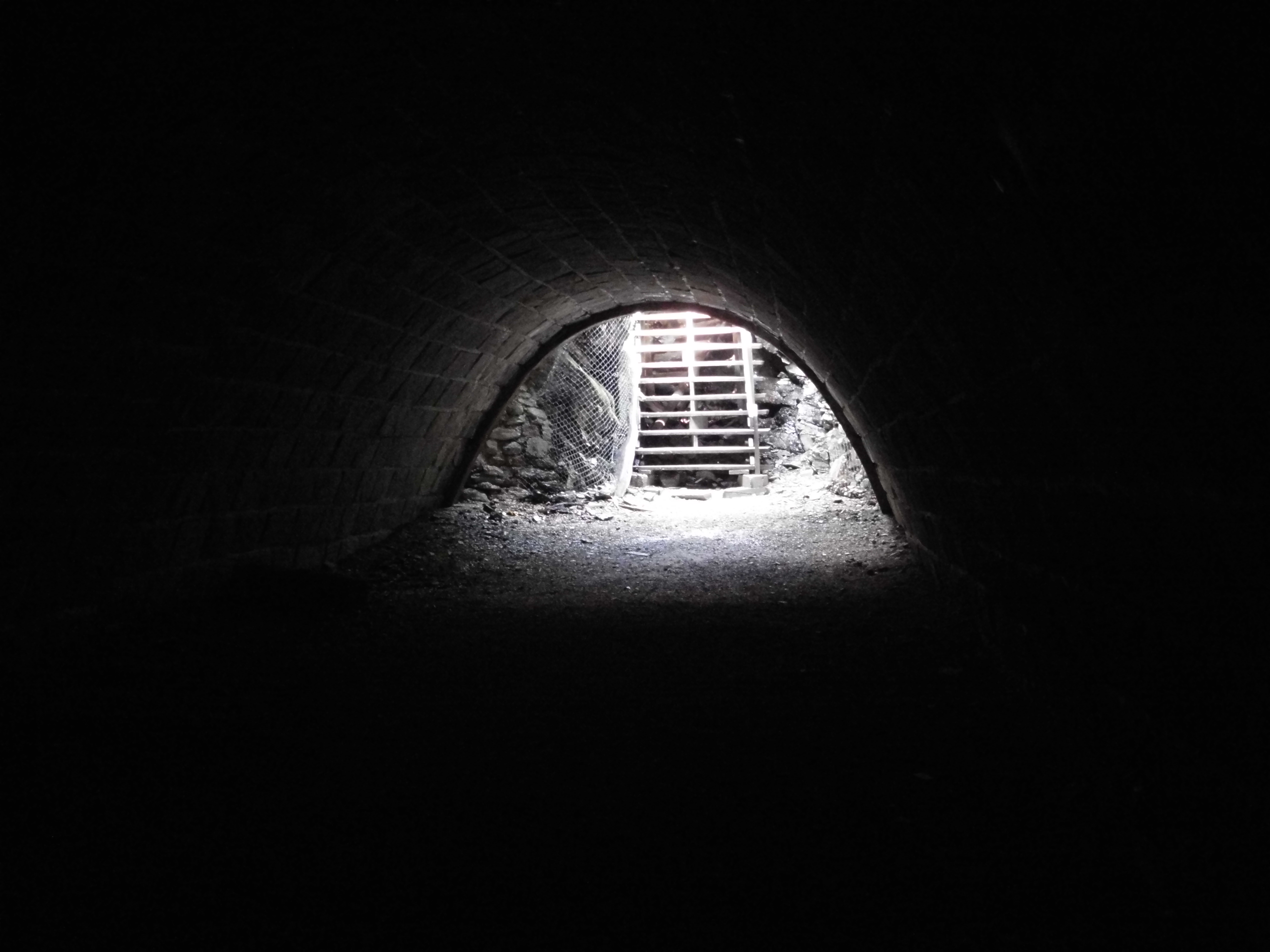
Pohled ven z tunelu na slavošovské straně
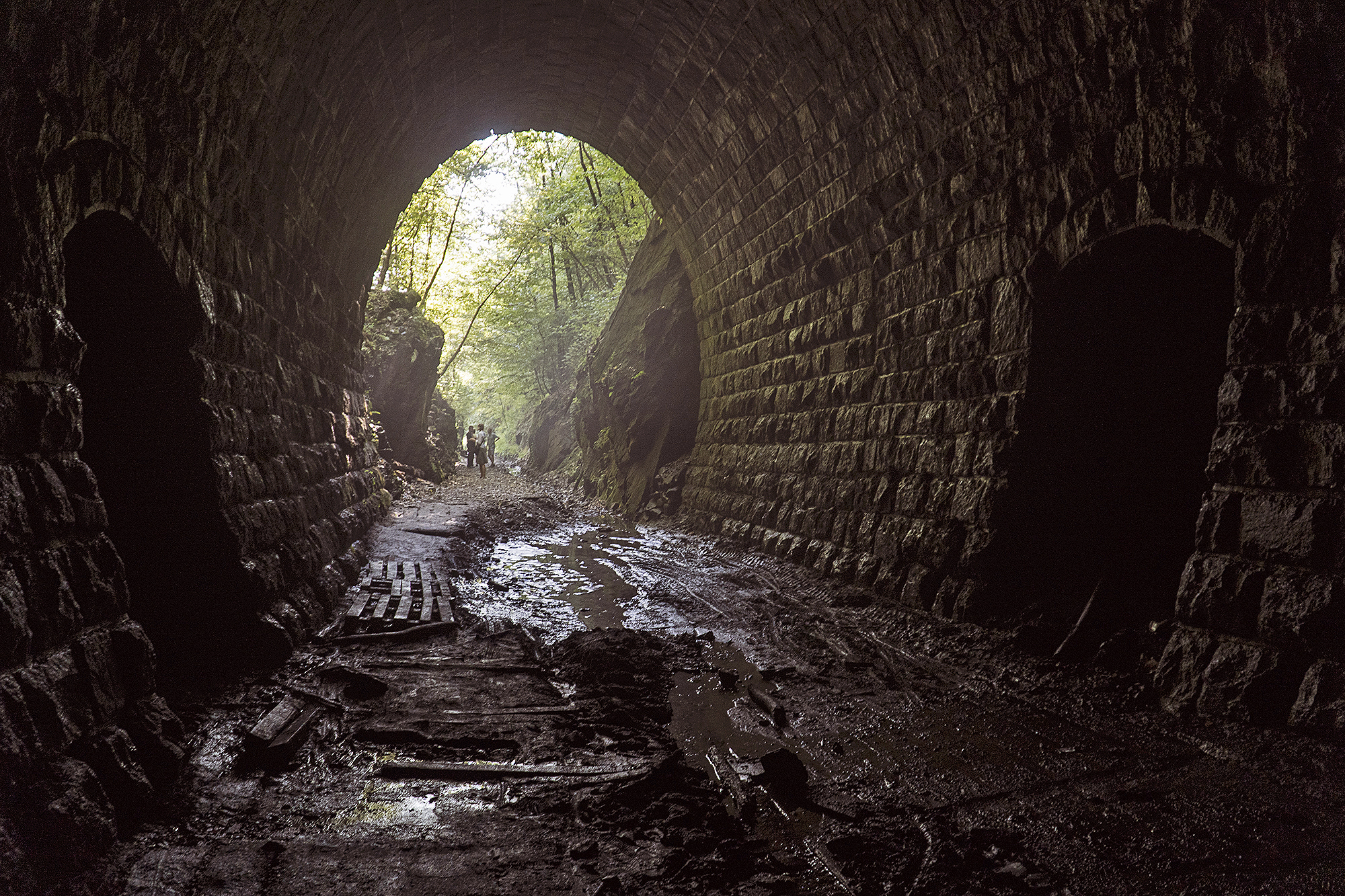
Pohled ven z tunelu na revúcké straně
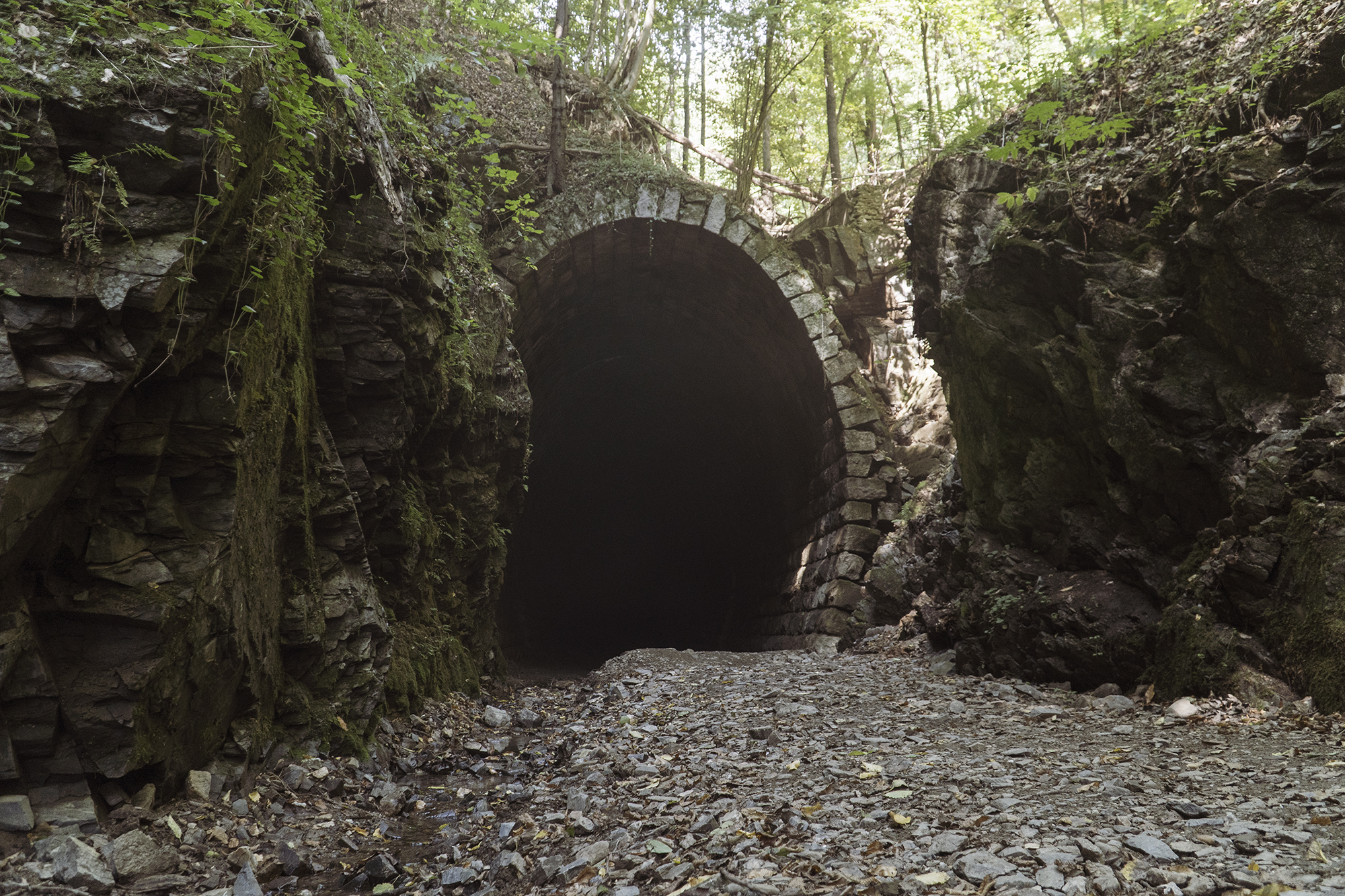
Portál tunelu z revúcké strany